# Tewelde Estifanos
Tewelde Estifanos (ur. 2 października 1987) – erytrejski lekkoatleta specjalizujący się w biegach długich.
W 2010 startował w mistrzostwach świata w biegach przełajowych oraz zajął 11. miejsce indywidualnie (i srebro w klasyfikacji zespołowej) na mistrzostwach świata w półmaratonie. Siódmy zawodnik igrzysk afrykańskich w półmaratonie. W 2012 w Kawarnie był siódmy indywidualnie oraz zdobył srebro w drużynie podczas kolejnej edycji mistrzostw świata w półmaratonie.
Rekord życiowy: półmaraton – 1:01:39 (20 listopada 2011, Boulogne-Billancourt)

## Osiągnięcia
| Rok  | Impreza                                   | Miejsce        | Konkurencja            | Lokata      | Wynik   |
| ---- | ----------------------------------------- | -------------- | ---------------------- | ----------- | ------- |
| 2010 | Mistrzostwa świata w biegach przełajowych | Bydgoszcz      | bieg seniorów          | 38. miejsce | 34:57   |
| 2010 | Mistrzostwa świata w półmaratonie         | Nanning        | półmaraton             | 11. miejsce | 1:11:40 |
| 2010 | Mistrzostwa świata w półmaratonie         | Nanning        | półmaraton (drużynowo) | 2. miejsce  | 3:03:04 |
| 2011 | Igrzyska afrykańskie                      | Maputo         | półmaraton             | 7. miejsce  | 1:05:25 |
| 2012 | Mistrzostwa świata w półmaratonie         | Kawarna        | półmaraton             | 9. miejsce  | 1:02:10 |
| 2012 | Mistrzostwa świata w półmaratonie         | Kawarna        | półmaraton (drużynowo) | 2. miejsce  | 3:04:41 |
| 2016 | Igrzyska olimpijskie                      | Rio de Janeiro | maraton                | 60. miejsce | 2:19:12 |